# Макарій Каровець
о. Макарій Каровець ЧСВВ (у світі Михайло; 14 листопада 1873, с. Перемислів Сокальського повіту (нині Львівської області) — 21 квітня 1944, Братислава, Словаччина) — український церковний діяч, греко-католицький священник, ієромонах Чину св. Василія Великого. Публіцист, редактор, зокрема, часопису Місіонар, науковець, письменник. Капелан УГА.

## Життєпис
Михайло Каровець народився 14 листопада 1873 року в Перемислові Сокальського повіту (нині — село Перемисловичі Сокальського району Львівської області). Охрещений 15 листопада.
До Чину святого Василія Великого вступив 17 червня 1891 року, прийнявши монаше ім'я Макарій. Вічні обіти склав 9 серпня 1896 року, а 28 серпня 1898 року висвячений на священика.
Під час Першої світової війни як заступник вчителя (суплент) якийсь час викладав катехизм у Дрогобицькій державній гімназії імені Франца Йосифа I, також був капеланом легіону Українських Січових Стрільців у складі австро-угорської армії.
В 1920-х роках залишився на території УСРР, не прийняв радянського громадянства. Мав право служити у східному та латинському обрядах, виконував пастирські обов'язки в парафіях Кам'янецької дієцезії РКЦ — м. Жмеринка, с. Озаринці, Браїлів, м. Могилів-Подільський. Зазнав утисків з боку радянської влади, звернувся до ВУЦВК з клопотанням про дозвіл на виїзд до Австрії. 24 листопада 1929 року депортований за межі СРСР. Подав до Ватикану письмову доповідь про гоніння проти релігії і церкви в УСРР. В 1930-х роках перебував у василіянських монастирях Львова, Краснопущі, Варшави.
Ігумен Бучацького монастиря оо. Василіян.

### Автор
- чотиритомної праці «Велика Реформа Чина св. Василія В. 1882 р.».
- До історії Коліївщини. — Записки ЧСВВ, 1928 р.— Т. 3. — № 1-2.

## Погляди щодо релігіїІвана Франка
Отець Макарій Каровець: 
|  | «Тут пригадуємо, що Франко майже від перших хвилин свого виступу аж до смерті був у нас головним пропагатором виразного атеїзму, що той атеїзм пропагував і в своїх популярно-наукових писаннях, і в своїй поезії. Пригадуємо, що атеїзм був увесь час головним стовпом його світогляду. Пригадуємо, що коли Франко умирав, відвідав його піп Теодозій Галущинський і умовляв помиритися з Господом Богом і з церквою, в котрій він, Франко, родився та котру поборював ціле своє життя. Та отримав від Франка відповідь: „А що на те сказала б молодіж, котру я ціле життя вчив не вірити в Бога?“ Помер несповіданий і нерозкаяний» |